# Jean Peters (Journalist)

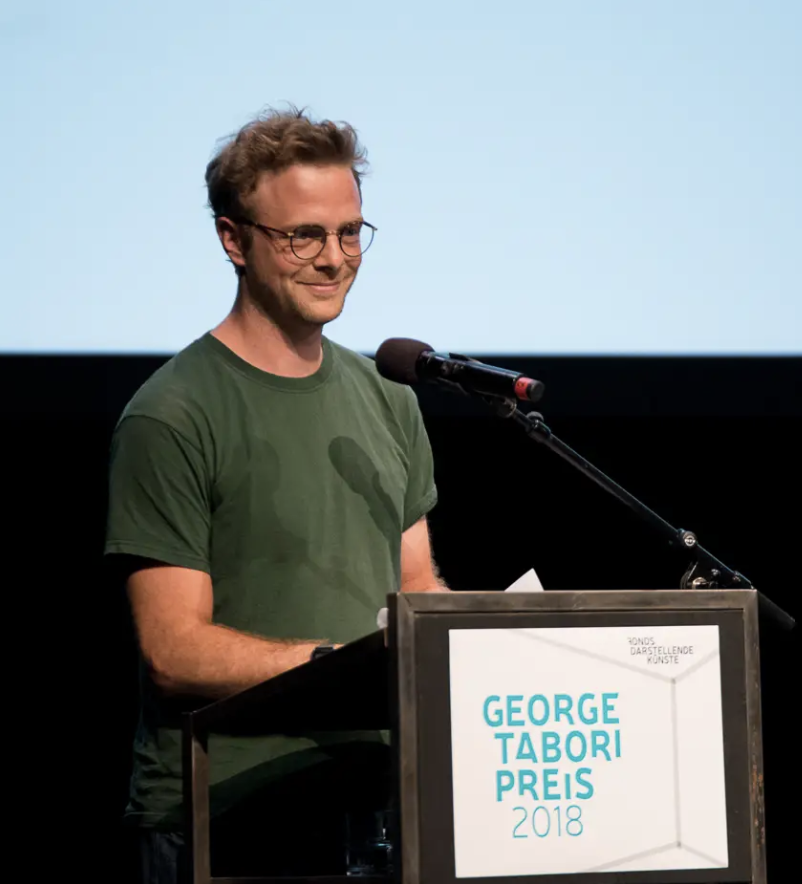
Jean Peters bei der Preisverleihung des George Tabori Preises 2018 in Berlin.

Jean Peters (* 1984, weitere Pseudonyme: Paul von Ribbeck, Gil Schneider, Sven Ansvar, Jessica Gräber, Conny Runner uvm.) ist ein deutscher Journalist, Autor und Aktionskünstler. Er wurde vor allem als Gründungsmitglied des Peng Kollektivs und durch seine Arbeit bei Correctiv bekannt, vor allem die von ihm geleitete Recherche zum Treffen von Rechtsextremisten in Potsdam 2023. Peters gewann Preise sowohl für politisches Engagement, im Theaterbereich als auch im Journalismus, u. a. den Aachener Friedenspreis, den Carlo Schmidt Preis, den Dramatikerpreis und den Leuchtturm-Preis für investigativen Journalismus. 2024 wurde er vom medium magazin zum Journalisten des Jahres gewählt.

## Leben und Wirken
Peters machte nach eigenen Angaben mehrere Masterabschlüsse der Politikwissenschaften an der Freien Universität Berlin, der School of Oriental and African Studies in London und der Humboldt-Viadrina School of Governance in Berlin. Jean Peters ist eines von mehreren verwendeten Pseudonymen, sein bürgerlicher Name ist unbekannt.
Ab 2009 bis 2013 schrieb er eine regelmäßige Kolumne bei der Tageszeitung taz mit dem Titel „Politik von unten“. Ab 2019 war er als Autor der Sendung Neo Magazin Royale bzw. ab 2020 ZDF Magazin Royale von Jan Böhmermann tätig. Seit 2022 arbeitet er bei Correctiv als investigativer Journalist. Neben dem Spiegel und der Süddeutschen Zeitung hatte er bereits 2018 als dritter Journalist Kontakt zum Produzenten des Ibiza-Videos, Julian Hessenthaler. Er vermittelte Hessenthaler im April 2019 an Jan Böhmermann, was vier Jahre später zu einer Diskussion um Quellenschutz führen sollte.
Er stellte u. a. auf der Berlin Biennale, Kampnagel, dem Museumsquartier Wien und dem Künstlerhaus Wien aus. In Österreich wurde wegen seiner Ausstellung durch den Verfassungsschutz gegen ihn ermittelt. Bei einer Ausstellung auf Kampnagel reagierten das deutsche Wirtschaftsministerium und der RWE-Chef Rolf Martin Schmitz. An der Volksbühne in Berlin arbeitete er mit der Gruppe Rimini Protokoll.
Er ist Dozent an der Universität Köln, der Angewandten in Wien, der Filmuniversität Babelsberg Konrad Wolf und bei den Berliner Festspielen.
Seine künstlerischen und politischen Aktionen fanden immer wieder ein breites Medienecho. Zusammen mit dem Peng-Kollektiv trat er mehrfach in der Presse unter falschem Namen als Pressesprecher von Konzernen auf. So hielt er auf der Re:publica 2014 eine Rede als Manager von Google vor etwa 3000 Besuchern und hielt eine Pressekonferenz im Hauptquartier von Vattenfall ab. Als Wissenschaftler kaperte er die Bühne eines Events bei Shell. Er gründete zusammen mit Peng 2015 einen Aussteigerverein für Geheimdienstmitarbeiter namens Intelexit und rief zu innereuropäischer Fluchthilfe auf. Als Clown verkleidet warf er 2016 eine Torte auf die AfD-Politikerin Beatrix von Storch und rief in dem Zuge den „Tortalen Krieg“ aus. Wegen tätlicher Beleidigung wurde er für diesen Tortenwurf zu 50 Tagessätzen verurteilt.
Hinsichtlich der Zielstellung und Methodik seiner Projektarbeit im Bezug zu seiner Arbeit bei Peng formulierte Peters auf seiner Webseite: [Vor meiner journalistischen Tätigkeit] „habe ich Aktionen entwickelt, mit denen ich in das politische und ökonomische Geschehen intervenierte. Es ging darum Strategien zu entwickeln, um Aufmerksamkeit zu erregen und dadurch den gesellschaftlichen Diskurs anzuregen und so zum Wandel beizutragen.“
2018 war er Mitbegründer der Seebrücke, einer Bewegung zur Entkriminalisierung von Seenotrettung.
2019 schlich er sich bei einer Konferenz der Klimawandelleugnerszene ein und deckte zusammen mit dem Recherchezentrum Correctiv manipulative Methoden und Verbindungen zur fossilen Industrie auf.
2019 wurde bekannt, dass Peters auf rechtsradikalen „Todeslisten“ steht. Dem Bayerischen Rundfunk sagte er dazu „[I]ch bin nicht so gefährdet wie Menschen, die unter täglichem Rassismus in Deutschland zu kämpfen haben. […] Und da brauchen wir einfach gut ausgebildete Einheiten, die das ernst nehmen.“ Netzpolitik sagte er: „Die Polizei sollte rechtsextreme digitale Netzwerke ausleuchten und allen, die auf Todeslisten sind, das Signal geben, dass sie sich weiter meinungsstark öffentlich zeigen können und sollen, wenn sie möchten.“
Im Juni 2021 verkündeten drei Kernmitglieder des Peng!-Kollektivs auf Twitter ihren Austritt. Auslöser war laut Deutschlandfunk Kultur Peters’ Buch Wenn die Hoffnung stirbt, geht’s trotzdem weiter. Drei Frauen unter den verbleibenden Mitgliedern zeigten sich enttäuscht von dem Verhalten derjenigen die ausgetreten waren und schrieben, dass sie sich dafür einsetzen wollten, das Kollektiv queerfeministisch und gleichberechtigt zu gestalten.
Er ist im künstlerischen Leitungsteam der Kulturhauptstadt Hannover und Jurymitglied des Friedensfilmpreises der Berlinale. Er ist Fellow der Kulturakademie Tarabya in Istanbul.
Peters ist einer der Autoren der Investigativrecherche zum Potsdamer Treffen von Vertretern der Neuen Rechten 2023/2024. Er wirkte auch an der szenischen Inszenierung des Treffens durch das Berliner Ensemble mit, wofür er gemeinsam mit seiner Kollegin Lolita Lax mit dem „Jürgen Bansemer & Ute Nyssen Dramatikerpreis“ ausgezeichnet wurde.

## Auszeichnungen
- 2018: Aachener Friedenspreis[52]
- 2022: Platz 2 als „Sportjournalist des Jahres“ für die MeToo-Recherche im Profi-Fußball (gemeinsam mit Maike Backhaus, Gabriela Keller, Patrick Bauer, Lena Kampf, Jana Stegemann und Ralf Wiegand) des Medium Magazin[53][54]
- 2024: Jürgen Bansemer & Ute Nyssen Dramatikerpreis (gemeinsam mit Lolita Lax)[51]
- 2024: Leuchtturm-Preis für besondere publizistische Leistungen gemeinsam mit Correctiv[3][55]
- 2024: Carlo-Schmid-Preis für Demokratie gemeinsam mit Correctiv[56]
- 2024: Deutsch-Französischer Journalistenpreis gemeinsam mit Correctiv[57]
- 2024: Leipziger Medienpreis gemeinsam mit Correctiv[58]
- 2024: Albert O. Hirschmann Preis gemeinsam mit Correctiv[59]
- 2024: Journalist des Jahres in der Hauptkategorie von Medium Magazin.[4]
- 2025: Kasseler „Demokratie‐Impuls“ für Herausragende wissenschaftliche Arbeiten sowie tiefgreifende, analytische und investigative journalistische Beiträge.[60]

## Politische Positionen
2018 veröffentlichte Peters ein Papier, das er Critical Campaigning Manifesto nannte. Dort listete er elf Punkte auf, an denen man sich bei politischer Kommunikationsarbeit orientieren solle. Darunter waren insbesondere eine Sensibilität für Machtunterschiede der Positionen, künstlerische Kontextualisierung und die Priorisierung von Machtverteilung genannt.
Auf der Preisverleihung des George Tabori Preises 2018 sagte er, dass es geboten sei, politischen Aktivisten „Asyl“ in der Kunst- und Kulturproduktion zu bieten, wenn die politische Sphäre aufgrund von schrumpfenden Handlungsspielräumen für eine aktive Zivilgesellschaft („Shrinking Spaces“) Arbeit wie von Peng nicht mehr ermögliche.
Er veranstaltet regelmäßige links-politische Salons. Auf einem dieser Salons entstand die Idee für das Lied Das ist alles von der Kunstfreiheit gedeckt (2021) von Danger Dan.
Auf die Frage, weshalb er von der Aktionskunst zum Journalismus wechselte, sagt er: „Ich halte Kommunikationsguerilla für eine sehr demokratische Form der Kommunikation, weil sie den Betrachter ernst nimmt. Er soll entscheiden, was er glauben will und was nicht. Also eine Identität übernehmen und mit ihr unerwartete Dinge tun. Wenn eine linke Demo mit linken Botschaften an einem vorbeiläuft, denkt man: ‹Ah, die Linken schon wieder.› Wenn aber eine Drohne Flugblätter zur Befreiung der Demokratie über einem NSA-Gebäude abwirft, so, wie die Amis das im Irak gemacht haben, dann sucht das Gehirn nach Einordnung. In einer postfaktischen Welt bekam ich aber den Eindruck, dass das Spiel der Verwirrung vom Kampf um Aufmerksamkeit übernommen wurde. Und da fühlte ich mich letztlich sicherer als Journalist und umgeben von einer Redaktion, die immer auf der Suche nach dem Faktischen ist.“

## Bücher
- Wenn die Hoffnung stirbt, geht’s trotzdem weiter. Geschichten aus dem subversiven Widerstand, 2021, S. Fischer, Frankfurt, ISBN 978-3-10-397087-6.
- Der AfD Komplex, 2024, Correctiv, Essen, ISBN 978-3-948013-26-4 (gemeinsam mit Marcus Bensmann)